# Бурна нощ
„Бурна нощ“ (на италиански: La notte brava) е драма от 1959 година, копродукция на Италия и Франция.

## Сюжет
Шинтилоне (Жан-Клод Бриали) и Руджеро (Лоран Терзиеф), двама млади мошеници от бедните римски предградия, се опитват да продадат оръжието, което са намерили в откраднатия от тях автомобил. Към тях се присламчва Джино „Белабелата“ (Франко Интерленги), който им предлага посредническите си услуги при пласирането на стоката. Но не той намира купувач за оръжието, а тръгналите междувременно с тях две проститутки Анна (Елза Мартинели) и Сулпиция (Антонела Луалди). След като осъществяват сделката и се отървават от краденото, приятелите се позабавляват с момичетата и ги изоставят в пустошта, с идеята хубаво да си прекарат останалото време от нощта. Момчетата все още не са разбрали, че проститутките са се досетили, че те няма да делят с тях печалбата от сделката и са им откраднали парите. Когато откриват липсата е вече прекалено късно. Момичетата са се скрили и всички опити да ги открият се оказват напразни.
Уморени от женската компания, момчетата се присъединяват към други трима плейбои, които за разлика от тях са безкористни младежи от богати семейства. Прекарвайки с тях няколко часа в развлечения, нашите герои трябва да си плюят на петите, защото Джино е откраднал портмонето на единия, с крупна сума пари в него. Не успявайки да поделят плячката, Руджеро и Джино се сбиват, а Шинтилоне, докопвайки портмонето, ги изоставя, хващайки такси.
Той кани момичето на сърцето си, Росана (Розана Скиафино) на романтична вечеря, но в ресторанта отказват да го обслужват, припомняйки си, че Шинтилоне има да плаща стара сметка. Пристигналата полиция го арестува, а парите остават при Росана. В ресторанта идва Руджеро, който търси приятеля си, но виждайки Росана и предлага тя да се хвърли в живота с него.
Те прекарват романтична нощ на свещи във вече празния ресторант, а Руджеро похарчва всичките пари, поръчвайки „всичко това, което един арабски шейх би си поръчал“ и за двама музиканти от оркестъра, които през цялата нощ свирят до тяхната маса.
На сутринта Руджеро се прибира към бедния си квартал, спира на моста, бърка в джоба си и вади банкнота от 1000 лирети. Усмихвайки се, той я пуска в реката.

## В ролите
- Лоран Терзиеф като Руджеро
- Жан-Клод Бриали като Шинтилоне
- Франко Интерленги като Джино „Белабелата“
- Томас Милиан като Ахил
- Розана Скиафино като Росана
- Елза Мартинели като Анна
- Анна Мария Фереро като Николета
- Антонела Луалди като Сулпиция
- Милен Дьомонжо като Лаура
- Маурицио Конти като Пепито
- Франко Балдучи като Елизео

## Награди и номинации
- Награда Сребърна лента на Синдиката на италианските филмови журналисти за най-добър оригинален сценарий на Пиер Паоло Пазолини от 1960 година.
- Номинация за Сребърна лента на Синдиката на италианските филмови журналисти за най-добра поддържаща роля на Франко Интерленги от 1960 година.
- Номинация за Сребърна лента на Синдиката на италианските филмови журналисти за най-добра операторска работа на Армандо Нануци от 1960 година.
- Номинация за Златен глобус в категорията „най-добър филм“ от 1960 година.[1]